# Ландграф, Катарина
Барбара Катарина Ландграф (24 февраля 1954, Кирхенгель, ГДР) — немецкий политический деятель. Депутат Народной палаты ГДР (1990) и Бундестага ФРГ (1990, 2005—2021).

## Биография
После средней школы в 1972 году в Борна Катарина Ландграф окончила университет Ростока. Затем она работала инженером по водному хозяйству и охране окружающей среды на лигнитовом комбинате ВЭБ в Борне.
В 1988 году вступила в ХДС ГДР. С 1991 по 1993 год Катарина Ландграф была заместителем председателя региональной ассоциации ХДС Саксонии, а с 1991 по 1995 год также была председателем саксонского регионального союза женщин. Она была членом районного совета ХДС земли Лейпцигер с 1990 года, а также была председателем местной районной ассоциации с 1995 по 2002 год.
Катарина Ландграф была членом первой свободно избранной Народной палаты ГДР с марта по октябрь 1990 года, а также была одним из 144 депутатов, избранных Народной палатой, которые стали депутатами Бундестага Германии 3 октября 1990 года. Она являлась депутатом Бундестага до декабря 1990 года.
Была членом в саксонского ландтага с 1999 по 2004 год, а также был членом Pegau городского совета с 1995 года и был членом района сборки с 2004 по 2014 год, в последнее время в районе Лейпцига.
С 2005 года занимает должность депутата Бундестага Германии, член немецко-корейской парламентской группы.
Катарина Ландграф вошла в Бундестаг как член избирательного округа Лейпциг-Ланд, избранный прямым голосованием . На выборах в Бундестаг 2005 года она набрала 34,9 % голосов, на выборах в Бундестаг 2009 года — 41,7 %, а на выборах в Бундестаг 2013 года — 51,3 % . Она является действительным членом Комитета по вопросам семьи, пожилых людей, женщин и молодежи, Комитета по делам продовольствия и ведения сельского хозяйства, а также член Совета попечителей Федерального агентства по гражданскому образованию. Заместитель члена подкомитета по гражданским обязательствам.
В июне 2020 года объявила о нежелании снова баллотироваться на выборах в Бундестаг Германии 20-го созыва.

## Личная жизнь
Катарина Ландграф является протестанткой по вероисповеданию. 
Имеет мужа и четверых детей.